# Igreja Anglicana Reformada do Brasil
A Igreja Anglicana Reformada do Brasil (IARB) é uma Igreja protestante de governo episcopal e tradição anglicana..

## História
Foi fundada em 2005 pelo bispo Francisco Buzzo Rodrigues a partir de uma paróquia anglicana em Bragança Paulista, Estado de São Paulo. Após a fundação, a paróquia integrou-se à Igreja Episcopal Reformada, uma denominação anglicana norte-americana.
Todavia, em outubro de 2009, a Igreja Anglicana Reformada no Brasil foi formalmente constituída, como uma denominação nacional. A partir de então, teve e iniciou a abertura de congregações locais no território brasileiro. Em abril de 2012, o bispo Francisco Buzzo tornou-se bispo emérito, sendo eleito assim Josep Rossello, como o novo bispo primaz da IARB.
Nos anos seguintes, a denominação se uniu à Igreja Livre da Inglaterra, tornando-se paróquia desta.
No ano de 2021, a IARB separou-se da Igreja Livre da Inglaterra, voltando a funcionar como denominação independente. Desde então, o bispo emérito Francisco Buzzo voltou a exercer seu episcopado.   
Em 2021 foram sagrados dois novos bispos: Diógenes Monteiro e Magnael de Andrade.
Em 2023 o bispo Francisco Buzzo renunciou à primazia da Igreja voltando a condição de bispo emérito enquanto continua pastoreando a Paróquia de Bragança Paulista.
Como seu sucessor, a Câmara dos Bispos elegeu o bispo Diógenes Monteiro da Silva como novo primaz.

## Doutrina
A Igreja Anglicana Reformada do Brasil subscreve: 
- Os Credos Ecumênicos (Credo dos Apóstolos, Credo Niceno);[6]
- O Livro de Oração Comum 1552/1662;
- Os Livros das Homilias;
- Os Trinta e Nove Artigos de Religião;
- O Quadrilátero de Lambeth.[7]

## Organização

### Dioceses
A IARB adota o sistema de governo episcopal. Para tanto, possui uma estrutura hierárquica de dioceses e paróquias. A diocese é a área sob a jurisdição de um bispo diocesano. Atualmente a IARB possui uma Diocese missionária:
- Catedral Anglicana da Santa Cruz, de Santa Cruz do Capibaribe.

#### Paróquias
As paróquias são as unidades locais sob jurisdição da diocese, geralmente (uma igreja paroquial) ou uma comunidade. A paróquia é tutelada por um pároco que por motivos históricos ou jurídicos pode ser chamado de reitor ou pároco. São paróquias da denominação: 
- Paróquia de Santa Cruz (Catedral) em Santa Cruz do Capibaribe, Pernambuco;
- Missão Bragança Paulista, São Paulo;
- Missão Campo Recife, Pernambuco;
- Missão Campo Caruaru, Pernambuco;
- Missão Campo Salvador, Salvador;
- Missão Mafra, Santa Catarina;
- Missão Ilha Solteira, São Paulo.

## Sínodo Geral
As funções do Sínodo Geral são:
- Legislar;
- Aprovar medidas relacionadas com o governo da Igreja e suas instituições;
- Aprovar os cânones, determinando a doutrina e a forma de adoração;
- Aprovar a liturgia e fazer outras regras e regulamentos através dos Atos do Sínodo;
- Regular as relações com outras Igrejas;
- Aprovar ou rejeitar o orçamento anual da Igreja.

Medidas ou cânones devem ser aprovados pela maioria dos membros do sínodo.

## Câmara dos Bispos
A Câmara dos Bispos é o órgãos máximo da IARB, composta por todos os bispos em atividade. Composição atual: 
- Diógenes Monteiro - Bispo primaz.
- Gleidson Oliveira - Bispo missionário.
- Francisco Buzzo Rodrigues - Bispo emérito.

## Câmara dos Clérigos e dos Leigos
A Câmara dos Clérigos e dos Leigos é composta por seis representantes eleitos em cada diocese no Concílio Diocesano, imediatamente anterior à reunião do Sínodo Geral, sendo três clérigos e três leigos. Composição atual:
- Rev. Nilson Silva;
- Rev. Natan Castro;
- Rev. Leandro Crown;
- Rev. Douglas Dias;
- Rev. Luiz Márcio.

## Seminário
A Igreja Anglicana Reformada tem um seminário no Brasil, onde são formados os seus presbíteros, cujo nome é Seminário Teológico Ryle.